# Massimo Lombardo
Pour les articles homonymes, voir Lombardo.
Massimo Lombardo est un joueur de football suisse né le 9 janvier 1973 à Bellinzone. Il joue comme milieu de terrain. Il est actuellement entraîneur adjoint du FC Bâle.

## Biographie

### En club
- 1990-1992 AC Bellinzone
- 1992-1997 Grasshopper-Club Zurich
- 1997-1998 AC Perugia
- 1998-2000 FC Lugano
- 2000-2001 (décembre) Lausanne-Sports
- 2002 (janvier)-2004 (décembre) Servette FC
- 2005 (janvier)-2005 FC Meyrin
- 2005 - 2007 Neuchâtel Xamax FC
- 2007 - 2009 Stade Nyonnais

### En sélection
- 15 sélections, 1 but
- Première sélection : Suisse-Pays-de-Galles 2-0, le 24 avril 1996 à Lugano
- Dernière sélection : Suisse-Canada 1-3, le 15 mai 2002 à Saint-Gall

## Palmarès
- Champion suisse en 1995 avec Grasshopper-Club Zurich
- Champion suisse en 1996 avec Grasshopper-Club Zurich
- Coupe de Suisse en 1994 avec Grasshopper-Club Zurich